# Verkehrsverbund Schwarzwald-Baar

Logo des VSB

Der Verkehrsverbund Schwarzwald-Baar (VSB) war ein Zusammenschluss aller Verkehrsträger des öffentlichen Personennahverkehrs im Baden-Württembergischen Schwarzwald-Baar-Kreis und wurde im Jahre 2000 gegründet. Das Verkehrsgebiet umfasste das gesamte Kreisgebiet mit 1.025 km² mit 210.000 Einwohnern. 2015 wurden mehr als 11 Mio. Fahrgäste befördert. Geschäftsführer des Verbundes ist Stefan Preuss.
Der Verkehrsverbund Schwarzwald-Baar wurde am 1. Januar 2023 durch den Verkehrsverbund Schwarzwald-Baar-Heuberg abgelöst, der sich neben dem Schwarzwald-Baar-Kreis außerdem über den Landkreis Rottweil und den Landkreis Tuttlingen erstreckt. Zuvor existierte seit 2003 die „Regionale Tarifkooperation Schwarzwald-Baar-Heuberg“, durch die für Fahrten innerhalb der drei Verbünde ein gemeinsamer Übergangstarif galt.

## Verkehrsbetriebe im Bereich des VSB
Zuletzt waren folgende Verkehrsunternehmen im VSB integriert:
- Otto Bächle GmbH, Unterkirnach
- DB Regio AG, Regionalverkehr Südbaden, Freiburg im Breisgau
- Burri-Fichter GmbH, Schramberg-Tennenbronn
- Fa. Reisebüro Fischer, St. Georgen im Schwarzwald
- Fa. Ludwig Heim, Inh. B. Heim, Niedereschach
- Fa. Klaiber, Spaichingen
- Luschin Reisen GmbH, Bad Dürrheim
- Petrolli-Reisen GmbH & Co. KG, Niedereschach-Fischbach
- Albert Rapp, Königsfeld-Buchenberg
- SüdbadenBus GmbH (SBG), Villingen
- Regionalbusverkehr Südwest GmbH (SüdwestBus), Offenburg
- VGVS Verkehrsgemeinschaft Villingen-Schwenningen GmbH
- Verkehrsgesellschaft mbH Bregtal (VGB), Villingen-Schwenningen
- Fa. Marco Wursthorn, VS-Pfaffenweiler

## Städte und Gemeinden im VSB
Bad Dürrheim, Blumberg, Bräunlingen, Brigachtal, Dauchingen, Donaueschingen, Furtwangen, Gütenbach, Hüfingen, Königsfeld, Mönchweiler, Niedereschach, Tuningen, Sankt Georgen, Schönwald, Schonach, Triberg, Unterkirnach, Villingen-Schwenningen, Vöhrenbach.